# اروین ام. جیکوبز
اروین ام. جیکوبز (به انگلیسی: Irwin M.Jacobs) (زاده ۱۸ اکتبر، ۱۹۳۳) مهندس برق، یکی از بنیانگذاران و رئیس سابق کوالکام و رئیس هیئت امنای مؤسسه ساک است.

## جوایز
- ۲۰۱۳، مدال افتخار IEEE